# Crisi de la zona euro

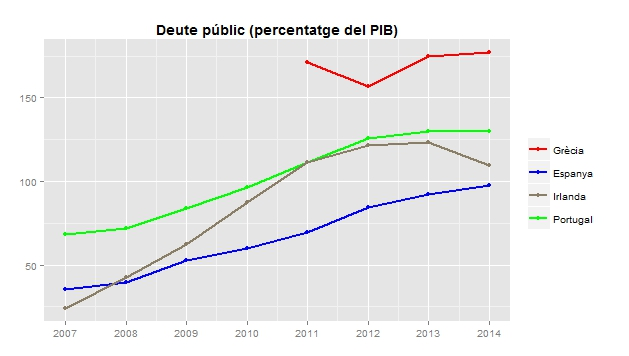
Deute públic com a percentatge del PIB de Grècia, Espanya, Irlanda i Portugal de 2007 a 2014. Dades de l'Eurostat descarregades el 20 d'agost de 2015.

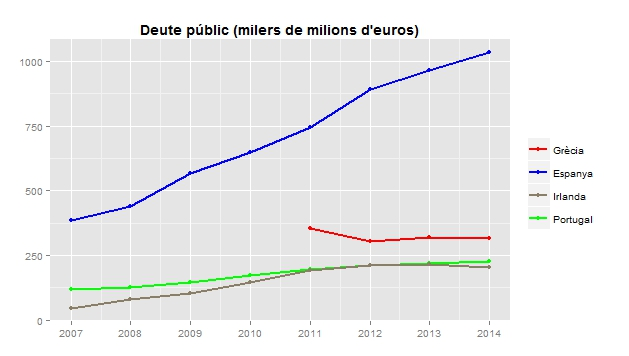
Deute públic de Grècia, Espanya, Irlanda i Portugal de 2007 a 2014. Dades de l'Eurostat descarregades el 19 d'agost de 2015.

La crisi de la zona euro és una crisi de deute que s'inicià a finals del 2009 a conseqüència de la Gran Recessió. Alguns membres de la zona euro (Grècia, Portugal, Irlanda, Espanya i Xipre) no van poder refinançar el seu deute públic o el dels seus bancs sense l'ajuda externa d'altres membres de la Unió Europea, el Banc Central Europeu (BCE) o el Fons Monetari Internacional (FMI).
Els països afectats tingueren elevats dèficits públics que comportaren forts increments en el diferencial dels bons. Els rescats financers per part dels membres de la Unió Europea i el FMI consistiren en préstecs condicionats a la implementació de reformes estructurals i a l'austeritat fiscal. Per la seva banda, el BCE contribuí reduint els tipus d'interès i oferint préstecs barats.

## Causes
La crisi fou el resultat de diversos factors. El dèficit públic en aquests països augmentà considerablement perquè la crisi econòmica posà en funcionament els estabilitzadors automàtics i feu que els governs implementessin polítiques fiscals expansives. A més, alguns països quedaren afectats per la pèrdua dels ingressos associats al boom immobiliari i per l'ús de recursos públics per a estabilitzar el sector bancari. Com a conseqüència el deute públic augmentà mentre que les perspectives de creixement continuaven sent negatives, la qual cosa generava dubtes sobre la capacitat d'aquests països de retornar el deute.
A Grècia, la crisi és el resultat d'elevats dèficits públics. A més, l'economia grega quedà molt afectada per la Gran Recessió degut a la seva dependència de la indústria naval i el turisme. A Irlanda, el deute públic incrementà el 2008, quan el govern va avalar els sis bancs principals del país, que havien finançat la bombolla immobiliària.

## Evolució
El 2010 es rebaixà la qualificació creditícia de diversos països i els diferencials sobirans incrementaren ràpidament. En el cas grec, la qualificació passà a grau especulatiu i el seu diferencial amb el Bund alemany sobrepassà els 1.200 punts bàsics. A Irlanda i Portugal els diferencials arribaren als 700 i 600 punts bàsics. En el cas d'Espanya també icrementà, però de manera més limitada.
El 2 de maig de 2010 l'Eurogrup acordà proporcionar al govern grec préstecs bilaterals per un total de 80.000 milions d'euros (finalment foren 77.300) entre 2010 i 2013. El FMI, per la seva banda, proporcionà 30.000 milions. A més, s'establiren nous instruments d'assistència financera, el MEEF i el FEEF, es publicaren proves de resistència de la banca i es reforçaren els plans de consolidació fiscal. El maig de 2010 es posà en marxa el Programa pel Mercat de Valors, que es basava en la compra esterilitzada de bons públics en els mercats secondaris dels països més afectats. En els primers mesos el valor de les compres arribà als 60.000 milions d'euros. A l'estiu la tensió sobre les finances públiques es rebaixà.
Les tensions tornaren a aparèixer a finals d'any, degut a la situació de la banca irlandesa. El programa d'ajust econòmic per a Irlanda s'acordà el desembre de 2010 i inclogué un préstec per valor de 85.000 milions entre 2010 i 2013. El préstec es basà en les contribucions del MEEF, el FEEF, contribucions bilaterals del Regne Unit, Suècia i Dinamarca, a més del FMI. També hi hagué una contribució irlandesa a través del seu Tresor i del seu Fons de Reserva de Pensions. El programa d'ajuda financera a Irlanda finalitzà el desembre de 2013.
La crisi del deute sobirà feu que s'abandonés la política fiscal expansiva que havia tingut lloc durant els primers anys de la crisi financera internacional. El canvi de política fou més intens a Grècia i Irlanda, que l'havien de realitzar com a contrapartida de l'ajut financer. Això contribuí a fer que l'evolució del PIB divergís entre els països de la zona euro: mentre que aquest creixia a Alemanya, queia a Grècia i Irlanda.
L'ajut financer per Portugal es negocià el maig de 2011. La quantitat total proporcionada fou de 78.000 milions d'euros, provinent del MEEF, el FEEF i el FMI. El programa d'ajuda financera a Portugal finalitzà el 2014.
El març de 2012 s'aprovà el segon rescat grec. Els membres de la zona euro i l'FMI es comprometeren a prestar 130.000 milions d'euros entre 2012 i 2014. El finançament per part de la zona euro fou a través del FEEF en comptes dels préstecs bilaterals del primer rescat. En aquest rescat també participà el sector privat, que assumí una quitança del 53,5% del valor nominal dels bons grecs. Això representà una reducció del deute grec de més de 100.000 milions d'euros.
El juliol de 2012 Espanya acordà amb els membres de la zona euro un paquet de rescat de 100.000 milions d'euros per finançar els seus bancs. Finalment, d'aquests només utilitzà 41.000 milions. El programa d'ajuda financera a Espanya finalitzà el gener de 2014.
El programa d'ajust de Xipre s'acordà entre l'abril i el maig de 2013. El paquet financer és de 10.000 milions, repartits entre el MEDE i el FMI.